# Dayton Trotting Derby
Dayton Trotting Derby, är ett travlopp för 4-åriga och äldre varmblodiga travhästar som körs varje år i oktober på The Red Mile i Lexington i USA. Loppet är ett av Nordamerikas största lopp för äldre travare. Loppet körs över distansen 1 mile (1 609 m).

## Segrare
| År   | Häst             | Kusk            | Tränare            | Tid    | Tvåa            | Trea              |
| ---- | ---------------- | --------------- | ------------------ | ------ | --------------- | ----------------- |
| 2022 | Back Of The Neck | Tim Tetrick     | Åke Svanstedt      | 1:53.1 | Rattle My Cage  | Jujubee           |
| 2021 | Back Of The Neck | Åke Svanstedt   | Åke Svanstedt      | 1:51.4 | When Discovery  | Forbidden Trade   |
| 2020 | Atlanta          | Yannick Gingras | Ron Burke          | 1:51.0 | Lindy The Great | Crystal Fashion   |
| 2019 | Manchego         | Dexter Dunn     | Nancy Takter       | 1:50.1 | Fiftydallarbill | I Know My Chip    |
| 2018 | Ariana G         | Brian Sears     | Jimmy Takter       | 1:52.1 | Warrawee Roo    | Guardian Angel Ås |
| 2017 | Pasithea Face    | Tim Tetrick     | Jimmy Takter       | 1:53.0 | Crazy Wow       | JL Cruze          |
| 2016 | Obrigado         | Mark MacDonald  | Paul Kelley        | 1:53.2 | Centurion ATM   | Wind Of The North |
| 2015 | Il Sogno Dream   | David Miller    | Christopher Beaver | 1:53.2 | Shake It Cerry  | Southwind Pepino  |
| 2014 | Market Share     | Tim Tetrick     | Linda Toscano      | 1:52.4 | Opening Night   | Creatine          |